# Marie-Hortense Biard
Marie-Hortense Biard, née Wurtz, aussi connue sous le nom de Marie-Hortense Ferry, est une escrimeuse française, née le 12 mai 1970 à Paris. Son arme est le fleuret. Elle est licenciée au Cercle d'escrime de Melun puis au Racing Club de France.

## Carrière
Elle a participé aux championnats d'Europe d'escrime de 1987 et aux championnats du monde de 1987, 1988, 1989, 1990 et 1991.
Elle se classe deuxième au classement coupe du monde junior 1990 et finaliste de toutes les épreuves de coupes du monde junior et sénior de la même année.[réf. nécessaire] Elle est finaliste des championnats du monde juniors et séniors en 1990.

## Palmarès

### Sénior
- Médaille d'or en individuel aux championnats de France 1992[5]

### Cadet et junior
- Championnats d'Europe cadets
  -  Médaille de bronze en individuel  aux championnats d'Europe cadets 1987 à Saint-Nazaire

- Championnats de France juniors
  -  Médaille d'or en individuel aux championnats de France juniors 1988
  -  Médaille d'or en individuel aux championnats de France juniors 1989
  -  Médaille d'or en individuel aux championnats de France juniors 1990